# 지미 클라보츠
지미 클라보츠(Jimmy Clabots, 1980년 11월 12일 ~ )는 미국의 배우, 텔레비전 배우, 모델, 영화 프로듀서이다.
미국에서 태어났다.

## 영화
- 더 폴 오브 1980 (2013년)
- 천사와 악마 (2009년)
- 어나더 게이 무비 2 (2008년)